# التحالف الديمقراطي الوطني الكيني
التحالف الديمقراطي الوطني الكيني هو حزب سياسي في كينيا.

## التاريخ
تم تأسيس الحزب بواسطة ديفيد موكارو نجانجا في عام 1992. ترشح موكارو كمرشح رئاسي للحزب في الانتخابات العامة في ديسمبر 1992، حيث احتل المركز الأخير بين ثمانية مرشحين بنسبة 0.2٪ من الأصوات. في الانتخابات البرلمانية، حصل الحزب على 771 صوتًا فقط، وفشل في الفوز بمقعد في الجمعية الوطنية.
رشح الحزب كويجي وا وامور كمرشح رئاسي لانتخابات عام 1997. واحتل المركز العاشر من أصل خمسة عشر مرشحا بنسبة 0.12٪ من الأصوات، فيما فشل الحزب مرة أخرى في الفوز بمقعد في الجمعية الوطنية.
تولى رجل الأعمال كامليش باتني منصب الرئيس في عام 2006،  وقدم الحزب 170 مرشحًا،  بما في ذلك عشرة نواب سابقين، في الانتخابات العامة لعام 2007  وهو ثاني أكبر عدد من المرشحين بعد الحركة الديمقراطية البرتقالية. لكن الحزب فاز بمقعد واحد فقط. لينا كيليمو في مراكويت الشرقية. في انتخابات 2013، رشحت الحزب 13 مرشحًا في الجمعية الوطنية، وحصل على 0.2 ٪ من الأصوات، وفقد المقعد.